# ایکر ایتوربه
ایکر ایتوربه (اسپانیایی: Iker Iturbe‎؛ زادهٔ ۱۰ ژوئیهٔ ۱۹۷۶) بازیکن بسکتبال اهل اسپانیا بود.
از باشگاه‌هایی که در آن بازی کرده‌است می‌توان به باشگاه بسکتبال رئال مادرید اشاره کرد.
وی در مسابقات کشوری و بین‌المللی در مجموع برندهٔ ۱ مدال برنز شده‌است.